# Gromoboi
Der Panzerkreuzer Gromoboi (Громобой, Donnerer, Bezeichnung einer russischen Sagengestalt) war ein Schiff der Kaiserlich-Russischen Marine. Sein Entwurf basierte auf dem Panzerkreuzer Rossija. Die Gromoboi gehörte seit 1901 zum in Wladiwostok stationierten Kreuzergeschwader und wurde – ebenso wie die Rossija – 1904 durch japanische Kreuzer im Seegefecht bei Ulsan am 14. August 1904 schwer beschädigt. Zwei weitere Schäden verhinderten einen weiteren Einsatz während des Russisch-Japanischen Krieges. 1906 verlegt die Gromoboi in die Ostsee. Bis 1911 wurde sie zu einem Minenleger umgebaut. Im Ersten Weltkrieg wurde sie kaum eingesetzt. 1918 wurde sie außer Dienst gestellt und 1922 zum Abbruch verkauft.

## Konstruktion und Bau
Die Gromoboi sollte eigentlich ein Nachbau der Rossija werden, die Absicht, Maschinenanlage und Panzerung zu verändern, machte dies jedoch unmöglich. Da die Rumpfform und -größe der Rossija weitgehend übernommen wurden, sahen beide Schiffe sich sehr ähnlich. Der Bau der Gromoboi begann am 14. Juni 1897 auf der Baltischen Werft in St. Petersburg. Die offizielle Kiellegung erfolgte am 7. Mai 1898 und der Stapellauf am 8. Mai 1899. Am 24. November 1899 verlegte sie nach Kronstadt, um ausgerüstet zu werden. Im Eisgang geriet sie dabei auf Grund und konnte erst nach drei Tagen abgebracht werden. Die Rumpfverkleidung musste danach erheblich repariert werden.
Die Gromoboi war 146,6 m lang, bis zu 20,9 m breit und hatte einen Tiefgang von 7,9 m. Sie verdrängte 12.655 t und blieb damit nur 97 t über dem Entwurf. Wie bei der Rossija war das Unterwasserschiff mit Holz und Kupfer verkleidet. Nach der Fertigstellung des Schiffes erwies es sich als buglastig, was seine Geschwindigkeit erheblich beeinträchtigte und das Vorschiff sehr nass machte. Am Ende der Erprobungsphase wurde es mit einem Dauerballast im hinteren Bereich versehen. Sorgfältig getrimmt zeigte das Schiff dann gute Seeeigenschaften.

### Antrieb
Der Einsatz einer Marsch-Dampfmaschine an der Mittelschraube wie bei der Rossija wurde schon bei der Gromoboi wieder aufgegeben. Drei gleich starke Dampfmaschinen sollten 14.500 PSi zur Verfügung stellen. Bei den Abnahmetest wurden 15.496 PS gemessen, die 20,1 Knoten ermöglichten. Der Dampf wurde in 32 Belleville-Wasserrohrkesseln erzeugt. Der mögliche Höchstvorrat an Kohlen betrug 2.400 Tonnen; damit sollte es dem Schiff möglich sein, in einem Aktionsbereich von 8.100 Seemeilen mit 10 Knoten Marschgeschwindigkeit zu agieren.

### Bewaffnung
Die Hauptbewaffnung der Gromoboi bestand wie bei der Rossija aus vier 203-mm-L/45-Kanonen des Modells 1892. Das hintere Paar war auch in Schwalbennestern hinter Schutzschilden auf der Höhe des dritten Mastes aufgestellt. Das vordere Paar wurde in Kasematten im Deck über der Mittelartillerie aufgestellt. Wie auf der Rossija konnten die Kanonen von −5° nach unten bis +18° nach oben gerichtet werden, verschossen 88-kg-Geschosse und hatten eine Reichweite von 11.000 m.
Die Mittelartillerie bestand aus sechzehn 152-mm-L/45-Kanonen des Modells 1892. Die in Bug und Heck eingebauten Geschütze hatten einen geringen Schwenkbereich. Bis auf ein Paar waren die restlichen 152-mm-Kanonen in Kasematten geschützt, hatten einen Richtbereich von −6° bis +20° und konnten ihre 42-kg-Geschosse bis zu 11.500 m verschießen.
Zur Abwehr von Torpedobooten erhielt die Gromoboi vierundzwanzig 75-mm-L/50-Kanonen vom Typ Canet Modell 1892. Sie waren in Schwalbennestern hinter Schutzschilden aufgestellt und verschossen ihre 5-kg-Geschosse bei einer Erhöhung von 21° bis zu 7.800 m.
Dazu erhielt die Gromoboi noch zwölf 47-mm-Hotchkiss-Kanonen, die bis 1.850 m weit schießen konnten, und achtzehn 37-mm-Hotchkiss-Kanonen, die eine Reichweite von 2.800 m hatten. Beide Hotchkiss-Kanonen hatten eine Feuergeschwindigkeit von bis zu 20 Schuss in der Minute. Wie auf der Rossija waren alle Geschütze in Russland gefertigte Nachbauten französischer Typen.
Die Gromoboi verfügte darüber hinaus über vier 381-mm-Unterwassertorpedorohre auf den Breitseiten.

### Panzerung
Das Marineministerium wollte die Panzerung insbesondere auch im Bereich der Geschütze verbessern und dabei die Rumpfkonstruktion der Rossija beibehalten. Die Hoffnung, den widerstandstärkeren Kruppstahl verwenden zu können, zerschlug sich, da die russischen Firmen ihn nicht herstellen konnten. Der Gürtelpanzer der Gromoboi war teilweise dünner als beim Vorgänger und nur 91,4 m lang und insgesamt nur 2,4 m hoch. Der Gürtel wurde vorn und hinten durch ein 150 mm starkes Panzerschott abgeschlossen. Das Panzerdeck war 37 mm stark, die Stärke der Böschungen zum Gürtelpanzer betrug 64 mm. Vor- und Hinterschiff hatten ein Panzerdeck von 64 bis 76 mm. Eine gesonderte Absicherung der Zylinderdeckel der Dampfmaschinen war bei den drei gleich großen Maschinen nicht mehr nötig. Die Schornsteinsockel und die Munitionsaufzüge waren ebenfalls durch eine 37 mm starke Panzerung geschützt.

## Dienstzeit
Am 10. Dezember 1900 verließ die Gromoboi Libau Richtung Fernost. Erster Halt war in Kiel, wo sie von Prinz Heinrich von Preußen besichtigt wurde, der bis zum Anfang des Jahres Befehlshaber des deutschen Geschwaders vor China gewesen war. Als sie sich noch im Mittelmeer befand, wurde entschieden, das sie Russland bei den Feierlichkeiten zur Eröffnung des australischen Parlaments vertreten sollte. Sie erreichte Melbourne am 30. April 1901, nachdem sie zuvor bereits Albany in Westaustralien angelaufen hatte. Der Vertreter der Queen, der Herzog von York, besichtigte die Gromoboi und war so beeindruckt von dem Schiff, dass er den Kaiser darum bat, dass Kapitän Jessen mit der Gromoboi ihn als Eskorte nach Sydney begleiten sollte.
Die Gromoboi erreichte Port Arthur am 29. Juli 1901 und blieb bis zum Russisch-Japanischen Krieg im Jahr 1904 im Pazifik.

### Russisch-Japanischer Krieg

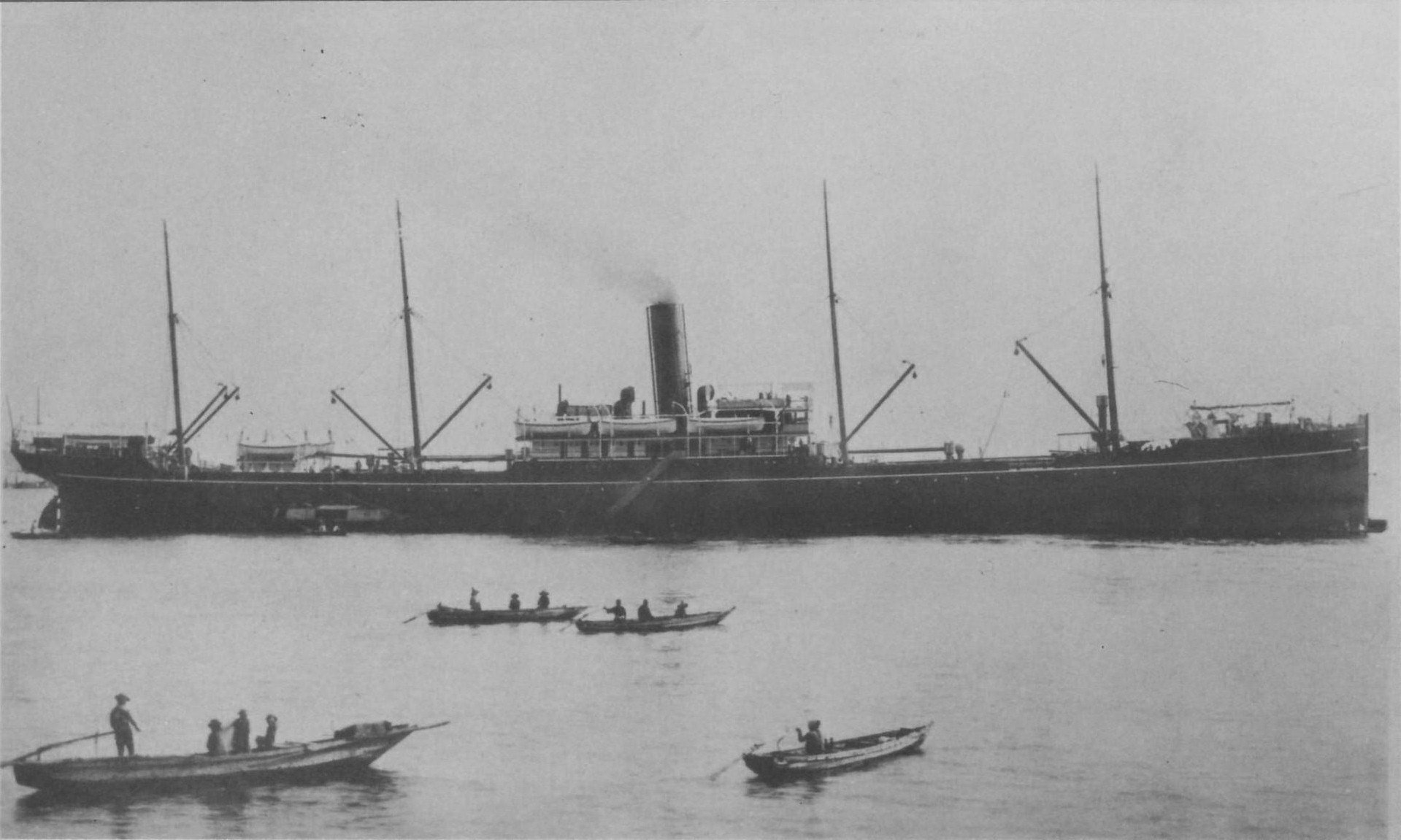
Die Hitachi Maru

Bei Beginn des Krieges gehörte die Gromoboi zum Kreuzergeschwader in Wladiwostok, dem noch als Flaggschiff die ähnliche Rossija und die veraltete Rurik sowie der Geschützte Kreuzer Bogatyr angehörten. Das Geschwader machte einige Fahrten, um die japanischen Transporte nach Korea zu stören. Am 15. Juni kam es zum ersten größeren Erfolg beim Vorstoß der drei Panzerkreuzer bis in die Koreastraße, als die Gromoboi die Izumi Maru versenkte, die Kranke und Verwundete in die Heimat transportierte. 30 Mann starben beim Angriff der Gromoboi, 100 kamen als Gefangene an Bord des russischen Kreuzers, der Rest wurde mit dem Schiff versenkt. Der Kreuzer entdeckte und versenkte auch noch die Hitachi Maru (6.716 BRT), die achtzehn 28-cm-Belagerungsgeschütze transportierte, die gegen Port Arthur eingesetzt werden sollten. Die Hitachi Maru war auf dem Weg von Shimonoseki zur mandschurischen Küste und hatte rund 1.000 Garde-Soldaten und Seeleute an Bord, die eine Kapitulation verweigerten. Nur 152 Menschen überlebten den Untergang. Es war der opferreichste Untergang eines einzelnen japanischen Schiffes während des Russisch-Japanischen Krieges.

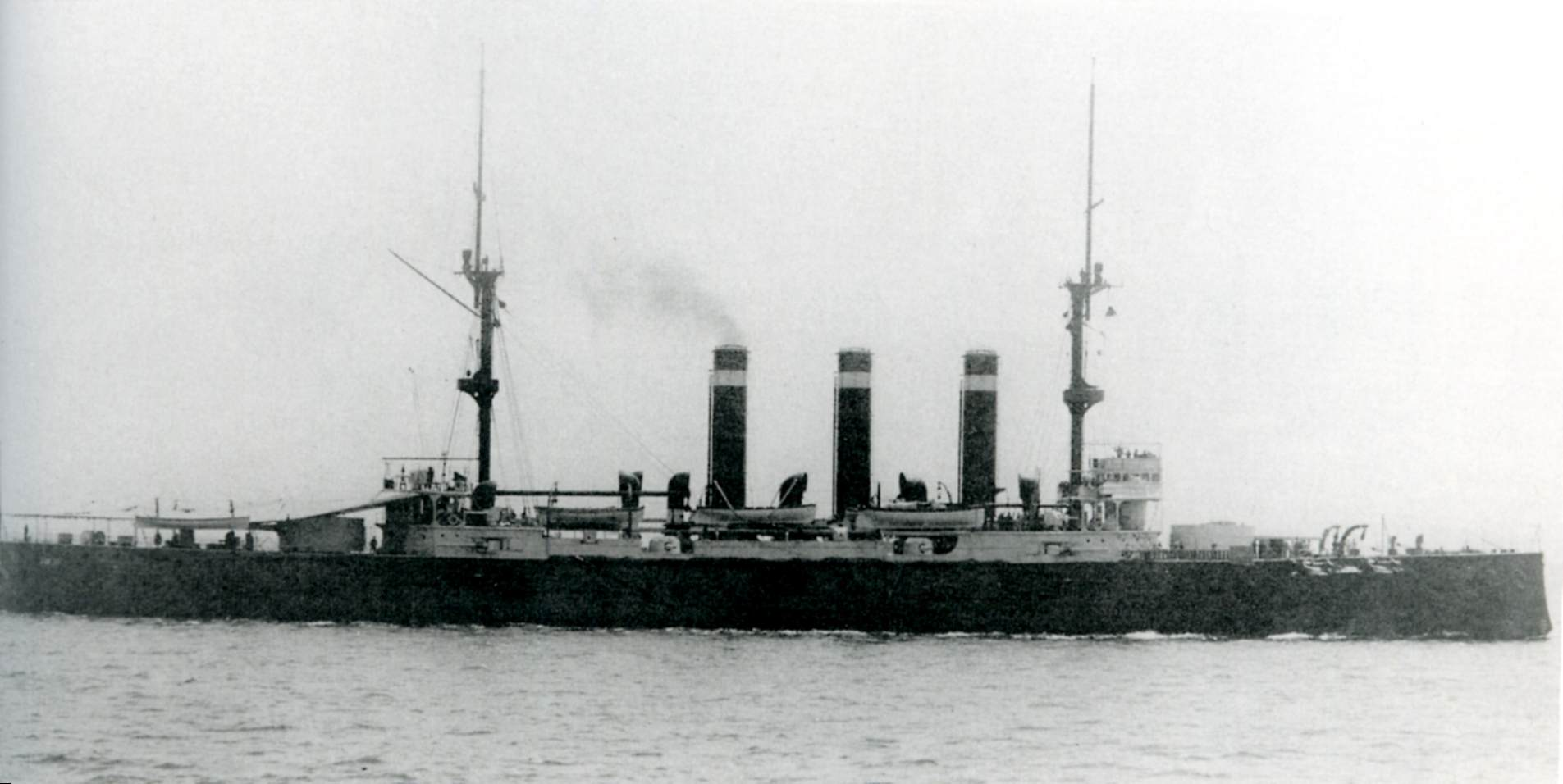
Panzerkreuzer Izumo
japanisches Flaggschiff bei Ulsan

Im August wurde die Gromoboi im Seegefechts bei Ulsan von den Japanern schwer beschädigt. Nach den Erfolgen des russischen Panzerkreuzergeschwaders im Juni hatte die japanische Marineleitung acht Panzerkreuzer und Geschützte Kreuzer unter Vizeadmiral Kamimura Hikonojo in der Koreastraße stationiert, um weitere Angriffe zu verhindern. Im August sollten die in Wladiwostok liegenden russischen Kreuzer dem aus Port Arthur kommenden Ersten Pazifik-Geschwader unter Vizeadmiral Withöft bei dessen Ausbruchsversuch entgegenkommen, waren aber wegen widersprüchlicher Vorinformation nicht marschbereit. Obwohl spät, lief Konteradmiral Jessen, der frühere Gromoboi-Kommandant, am 13. August doch noch mit den drei Panzerkreuzern Rossija, Gromoboi und Rurik aus, da er einen erfolgreichen Durchbruch erwartete, der aber inzwischen in der Seeschlacht im Gelben Meer gescheitert war. Als am Morgen des 14. August, nach mehr als 24 Stunden Fahrt, schon fast auf der Höhe von Pusan kein Zeichen von Withöfts Flotte zu sehen war, befahl Jessen den Rückmarsch nach Wladiwostok. Während der Nacht war Vizeadmiral Kamimura mit den vier modernen Panzerkreuzern Izumo, Azuma, Tokiwa und Iwate sowie den beiden Geschützten Kreuzern Naniwa und Takachiho in Gegenrichtung an dem russischen Verband vorbeigelaufen, ohne dass dies einer der beiden Seiten aufgefallen war. Auch Kamimura war auf dem Rückmarsch von seiner nächtlichen Patrouille und lief mit direktem Kurs auf die russischen Kreuzer zu.
Jessen hatte kaum Kurs auf Wladiwostok aufgenommen, als er die vier japanischen Panzerkreuzer vor sich sah. Seine Lage war ungemein schlecht: er war weit entfernt von seiner Basis und überlegene Feindkräfte versperrten ihm den Weg dorthin; zudem lagen seine Schiffe am frühen Morgen des klaren Sommertags von der aufgehenden Sonne beleuchtet vor dem Feind. Um 05:20 Uhr am 14. August 1904 begann das Gefecht bei etwa 8 km Entfernung. Dabei wurde die Rurik, das letzte und schwächste Schiff der russischen Formation, von den beiden letzten Schiffen der japanischen Formation beschossen. Die schwer getroffene Rurik verlor fast alle ihre Offiziere und fiel zurück, leistete jedoch weiterhin Widerstand. Die beiden anderen russischen Schiffe machten eine Kehrtwendung, um die Rurik, die auf Grund eines Treffers in der Ruderanlage kaum noch zu steuern war, auf dem Gegenkurs wieder in die Kiellinie einscheren zu lassen. Obwohl ihre Lage aussichtslos war, versuchte Jessen, sie zu retten, indem er weiterhin mit ständigen Kurswechseln in ihrer Nähe manövrierte und das gegnerische Feuer auf sich zu ziehen versuchte. Dabei erhielten seine beiden verbliebenen Schiffe zunehmend schwere Treffer. Gegen 08:30 Uhr, als die Lage auf der Rurik hoffnungslos geworden war, wurde sie von ihrer Besatzung selbst versenkt. 204 Seeleute an Bord wurden durch den Beschuss getötet oder ertranken; 625 Mann (davon 305 verwundet) wurden von den Japanern gerettet. Da Jessen keine Möglichkeit sah, die Überlebenden zu retten, drehte er ab und nahm Kurs auf Wladiwostok. Kamimura verfolgte die russischen Kreuzer und erzielte weitere Treffer, aber auch die Iwate und Azuma wurden schwer getroffen. Trotz seiner klaren Überlegenheit und der offensichtlich schwer angeschlagenen Gegner brach Admiral Kamimura möglicherweise wegen Munitionsmangels um 11:15 Uhr die Verfolgung ab und nahm Kurs zurück nach Pusan.
Die Rossija und die Gromoboi erreichten ihren Heimathafen schwer beschädigt. Die Rossija hatte 48 Tote und 165 Verletzte zu beklagen, die Gromoboi 91 Tote und 182 Verletzte. Die hohe Zahl der Verletzten war auf den schlechten Schutz der russischen Geschützmannschaften zurückzuführen. Auf der Gromoboi waren über die Hälfte ihrer Geschütze außer Gefecht. Ihre Panzerung war allerdings nie durchschlagen worden. Selbst unter den schlechten Reparaturbedingungen von Wladiwostok war sie nach zwei Monaten wieder einsatzbereit.
Wieder einsatzbereit hatte die Gromoboi unmittelbar vor Wladiwostok am 13. Oktober eine Grundberührung und wurde erst im Februar 1905 wieder einsatzbereit. Die erneute Reparatur wurde zum Einbau sechs weiterer 152-mm-Kanonen auf dem Oberdeck genutzt, um die leicht gepanzerte Kasematten gebaut wurden. Auch die Bug- und Heckgeschütze wurden umgesetzt und dafür leichte Geschütze von Bord gegeben. Sie behielt nur noch neunzehn 75-mm- und zwei 37-mm-Geschütze. Auch erhielt sie mehrere Entfernungsmesser des Typs Barr and Stroud. Als sie Tests der ebenfalls neu installierten Telefunken-Funkanlage durchführte, lief sie am 24. Mai 1905 auf eine Mine, die den vorderen Kesselraum beschädigte. Sie konnte nach Wladiwostok zurückkehren, fiel jetzt aber endgültig für den Rest des Krieges aus.

### Zwischen den Kriegen
Die Gromoboi wurden nach dem Kriegsende für die Rückführung in die Ostsee hergerichtet und kehrte im April 1906 in die Ostsee zurück. Dort wurde sie bis 1911 modernisiert. Ihre Maschinen und Kessel wurden gründlich überholt und ihre Bewaffnung weiter verändert. Die hinteren Torpedorohre wurden entfernt und die vorderen durch modernere 453-mm-Rohre ersetzt. Der vordere Mast wurde entfernt und durch den bisherigen dritten Mast ersetzt. Der bisherige mittlere Mast wurde an den Platz des alten dritten Mastes umgesetzt. Beide Masten erhielten Scheinwerferplattformen. Die hinteren 203-mm-Geschütze wurde in neue Kasematten eingebaut, ein Teil der 152-mm-Geschütze wurde leicht versetzt und die Panzerung aller Kasematten wurde verstärkt. Vorn und hinten wurden Panzertürme für die Entfernungsmesser eingebaut. Von den leichten Geschützen blieben nur vier 75-mm- und vier 47-mm-Geschütze an Bord.
1910 durchgeführte Maschinentests waren äußerst unbefriedigend, da nur eine Leistung von 9.980 PSi erreicht wurde. Die endgültigen Abschlusstests der Modernisierung am 27. Juli 1911 verliefen besser, da eine Leistung von 13.340 PSi und eine Geschwindigkeit von 18,5 kn erreicht wurden. Das Schiff war als Minenleger für 200 Minen hergerichtet.

### Erster Weltkrieg

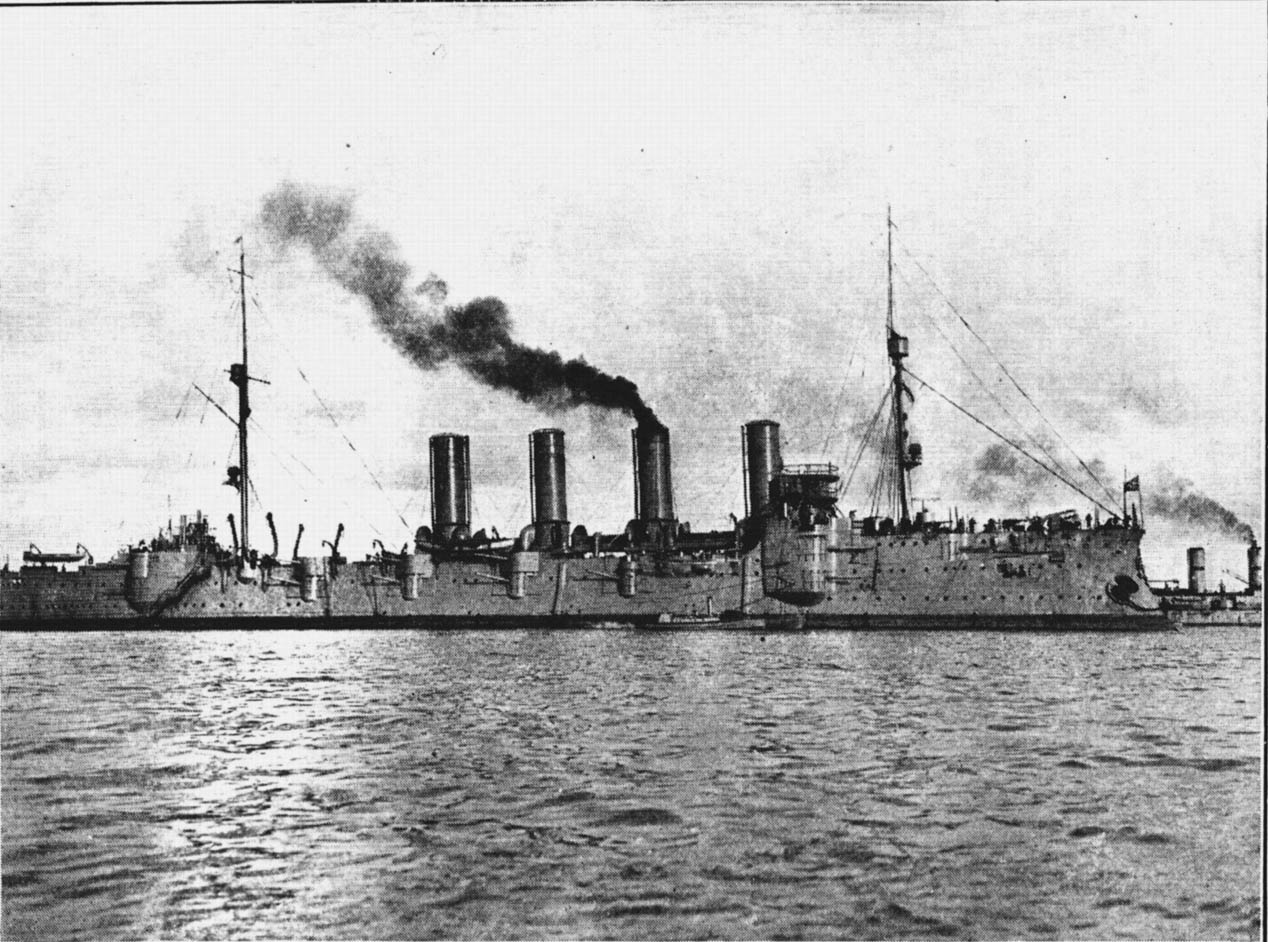
Die modernisierte Gromoboi

Bei Kriegsbeginn wurde die Gromoboi der 2. Kreuzerbrigade der Baltischen Flotte zugewiesen. Die Gromoboi und der Panzerkreuzer Admiral Makarow führten am 17. August 1914 das erste Gefecht russischer Schiffe mit Schiffen der deutschen Kaiserlichen Marine, als sie am Ausgang des Finnischen Meerbusens auf die Kreuzer Magdeburg und Augsburg, drei Torpedoboote und den Hilfsminenleger Deutschland trafen. Beide Seiten brachen das Gefecht umgehend ab: die Deutschen wegen der Überlegenheit der Russen und der fehlenden Möglichkeit einer Verstärkung; die Russen, weil sie davon überzeugt waren, eine starke deutsche Deckungsgruppe müsse in der Nähe stehen.
Am 10. August 1915 kam der Schlachtkreuzer Von der Tann zusammen mit S 131 und G 197 am Eingang des Finnischen Meerbusens ins Gefecht mit der Gromoboi, die vor dem überlegenen Schlachtkreuzer abdrehte. Im August 1915 kam es auf dem Schiff zu Unruhen gegen deutsch-baltische Offiziere. 1915–16 wurde die Gromoboi umbewaffnet; das 152-mm-Bug- und Heckgeschütz wurden durch 203-mm-Geschütze ersetzt, von denen dann sechs vorhanden waren. Dazu kamen zwanzig 152-mm-Geschütze. Die leichten Geschütze wurden bis auf zwei 75-mm-Kanonen und zwei 47-mm-Luftabwehrgeschütze abgegeben. Durch alle Umbauten erhöhte sich die Verdrängung auf 13.200 t.

## Verbleib

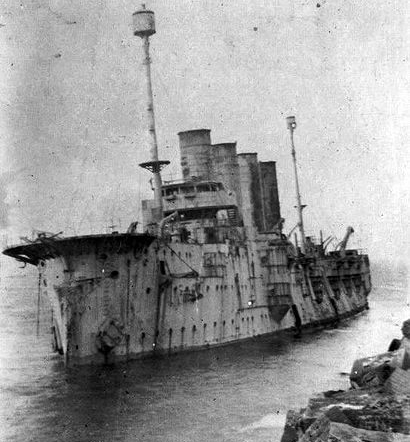
Gestrandet vor Libau auf dem Weg zum Abbruch

Die Gromoboi verlegte am 1. Februar 1918 durch das Eis von Helsinki nach Kronstadt und wurde dort außer Dienst gestellt. 1922 wurde sie über die deutsch-sowjetische Firma Derumetall zum Abbruch verkauft. Als sie nach Deutschland geschleppt wurde, lief sie nahe Libau auf Grund und wurde dann vor Ort abgebrochen.